# Program Prometeusz

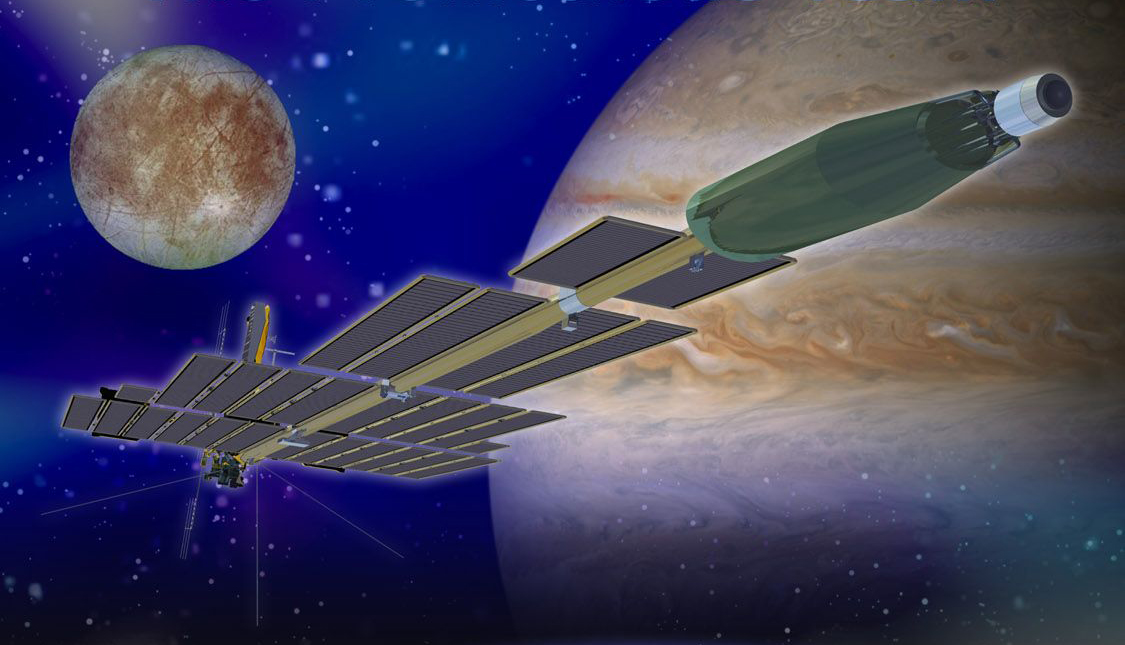
Prometeusz I – sonda kosmiczna z wykorzystaniem nowego napędu

Program Prometeusz – rozpoczęty przez NASA w 2003 program badawczy, mający na celu opracowanie technologii nuklearnego zasilania i napędów wysokiej mocy. Był to pierwszy projekt wykorzystania energii nuklearnej do napędu sond kosmicznych NASA po anulowaniu w 1972 programu NERVA. Program Prometeusz skasowano w 2005, jego koszt wyniósł 464 miliony dolarów, zaś na rok fiskalny 2006 przeznaczono kolejne 100 milionów dolarów, z czego 90 milionów na koszty anulowania zawartych już kontraktów. 
Na program Prometeusz składały się dwa zasadnicze kierunki badawcze:
- opracowanie odpowiednio wydajnego i lekkiego reaktora jądrowego o mocy 0,5–1 MW, mogącego pracować w warunkach kosmicznych przez 10 lat,

- zapewnienie wydajnego napędu w postaci silnika jonowego o wysokim impulsie właściwym Isp.

## Planowane zastosowanie technologii Prometeusz
Rozwiązania programu Prometeusz planowano wykorzystać w długotrwałych dalekich misjach kosmicznych, mających na celu badanie zewnętrznych planet Układu Słonecznego, a także dalszych regionów w kierunku Obłoku Oorta.
Najbardziej zaawansowanym projektem sondy bazującej na programie Prometeusz był JIMO (Jupiter Icy Moons Orbiter) mający na celu zbadanie księżyców Jowisza.
Program był bardzo ambitny, lecz również niezwykle kosztowny. Całkowity koszt misji JIMO oszacowano na 16 miliardów dolarów, dodatkowe 5 miliardów pochłonąć miały wydatki związane z wystrzeleniem sondy w kosmos.  